# Paseo de Montejo

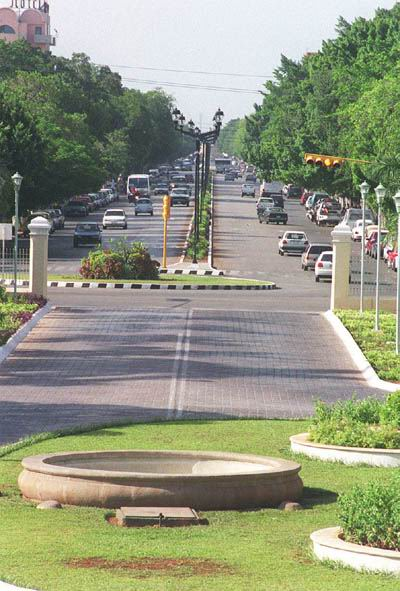
Remate del Paseo de Montejo.

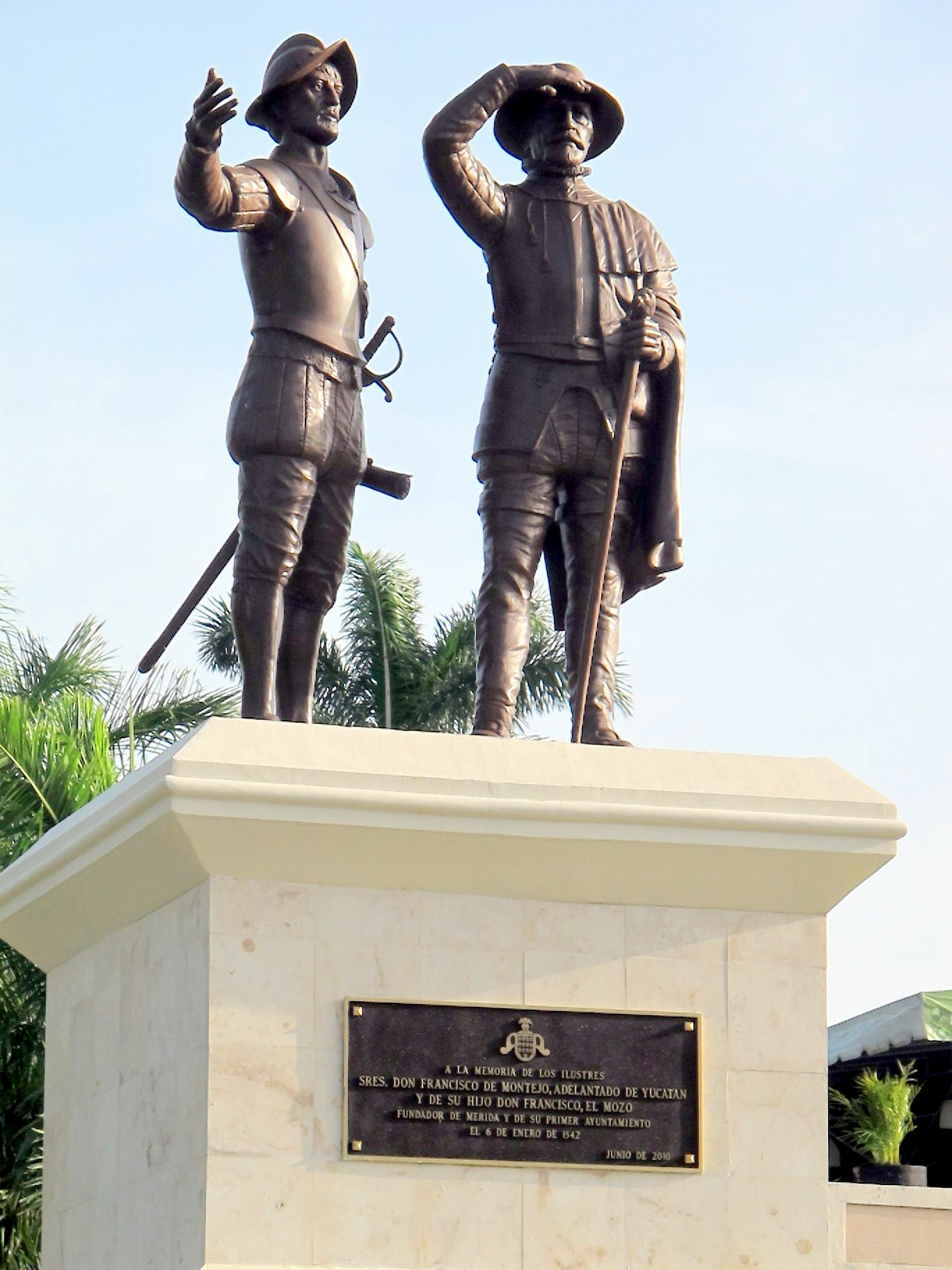
Monumento a los Montejo, Padre e Hijo, conquistadores de Yucatán y fundadores de la Ciudad de Mérida, ubicado en el inicio del Paseo (Bulevar) del mismo nombre en Mérida, Yucatán.

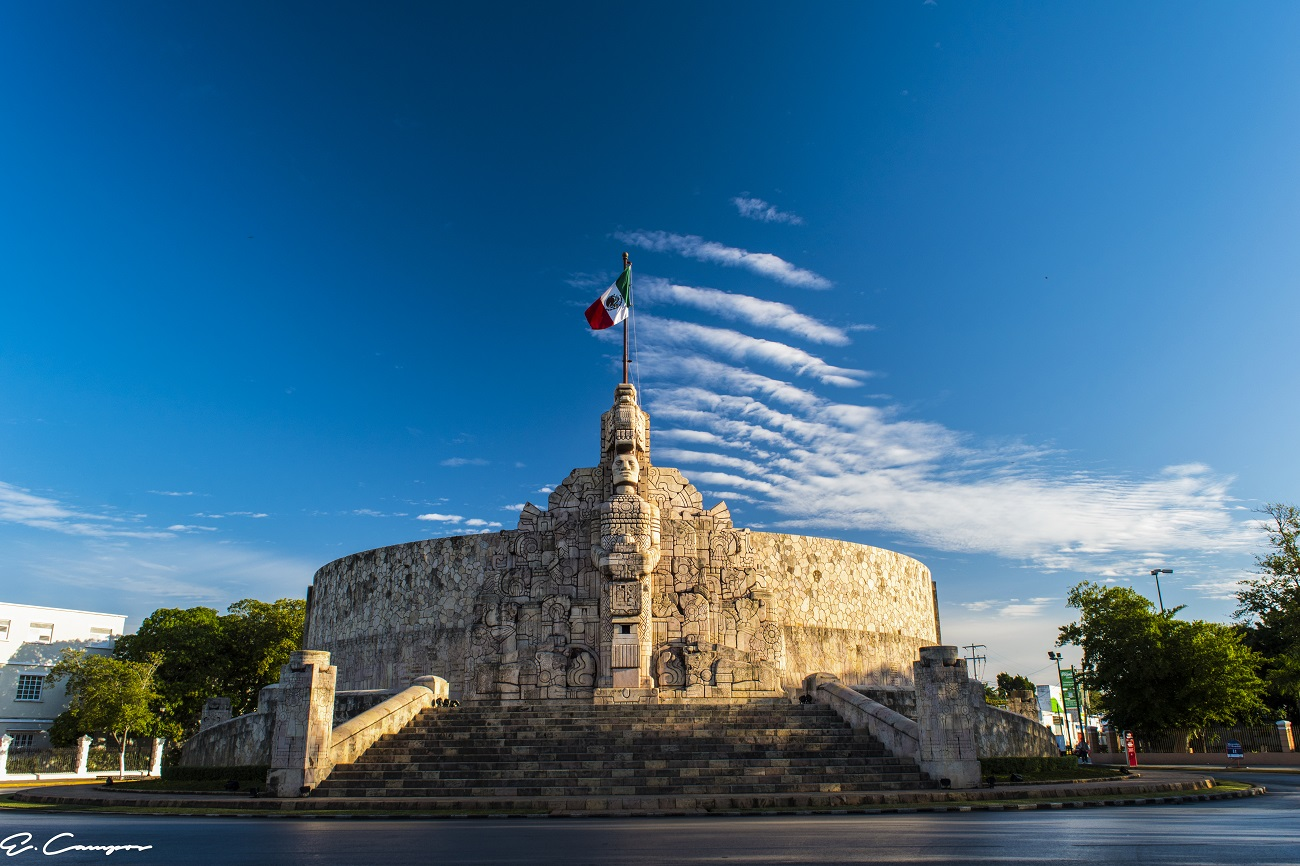
Monumento a la Patria, en el Paseo de Montejo, esculpido por el artista colombiano Rómulo Rozo.

Paseo de Montejo, es el nombre de una vialidad principal de la ciudad de Mérida, México, que lleva el nombre de Francisco de Montejo, conquistador de Yucatán y fundador de la ciudad capital de Yucatán. Es una avenida que se extiende desde el barrio de Santa Ana, en el centro de la ciudad, hasta la salida hacia el puerto de Progreso, Yucatán, incluyendo las prolongaciones realizadas en distintas épocas. En su recorrido están ubicadas numerosas instituciones públicas y privadas y es parte principal del corredor turístico de Mérida.
El trazado y diseño están inspirados en el de los bulevares franceses, especialmente en el de los Campos Elíseos de París. Flanqueado por grandes árboles, cuenta con un camellón y numerosas glorietas. A ambos lados de esta avenida se construyeron hermosos palacetes y mansiones de acaudalados personajes del Yucatán del siglo XIX..
A lo largo de su trazo, el Paseo de Montejo contiene importantes monumentos y construcciones que son emblemáticos de la Ciudad de Mérida y del estado de Yucatán. Esta avenida se construyó para rememorar al fundador de Mérida, Francisco de Montejo y León (el Mozo). Incluyendo la denominada Prolongación del Paseo de Montejo tiene una extensión mayor a 6 km, lo que la convierte en una de las más largas vialidades de la ciudad.

## Historia
En las últimas décadas del siglo XIX, Yucatán experimentó una época de bonanza económica como consecuencia del auge de la industria henequenera, el denominado oro verde. Dicha bonanza se reflejó en un aumento considerable en el número de construcciones civiles sofisticadas, particularmente de tipo residencial. Sin embargo, para ese entonces, la ciudad no contaba con avenidas y solo existían 4 puntos de reunión: La Alameda o Paseo de las Bonitas, El Camposanto, La Cruz de Gálvez y el Limonar. Durante el Gobierno de Guillermo Palomino (1886-1889) surgió la idea de continuar la urbanización de la capital yucateca, aprovechando el auge económico. 
En el mes de enero de 1888, con el apoyo de un grupo de hacendados, industriales y comerciantes de la época, surge el proyecto para construir un bulevar, al que denominaron "Paseo de Montejo", con la finalidad de modernizar a la ciudad de Mérida y darle a esta un nuevo eje de reunión.

## Construcción

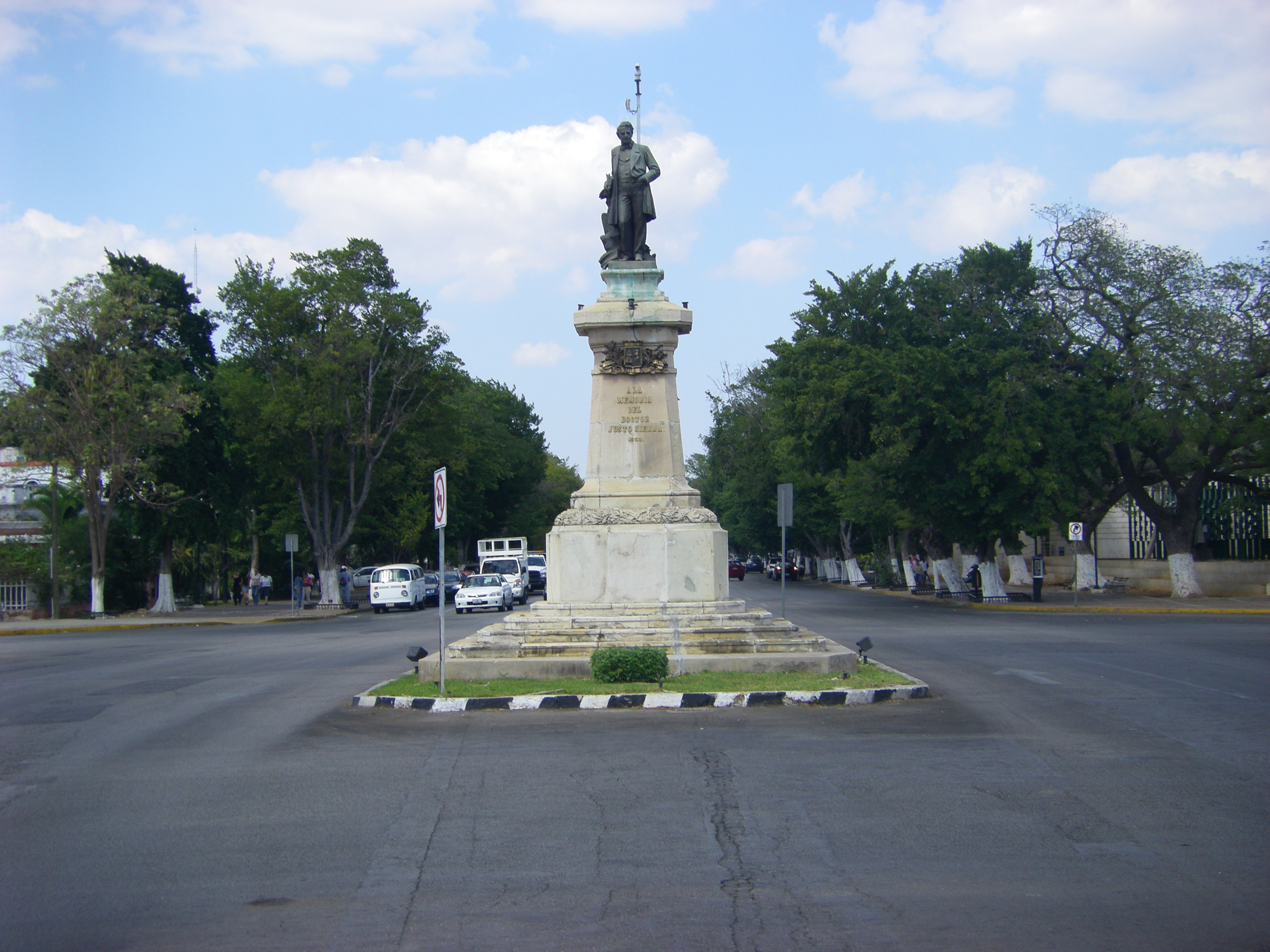
Estatua de Justo Sierra O'Reilly, Paseo de Montejo, en Mèrida, Yucatán

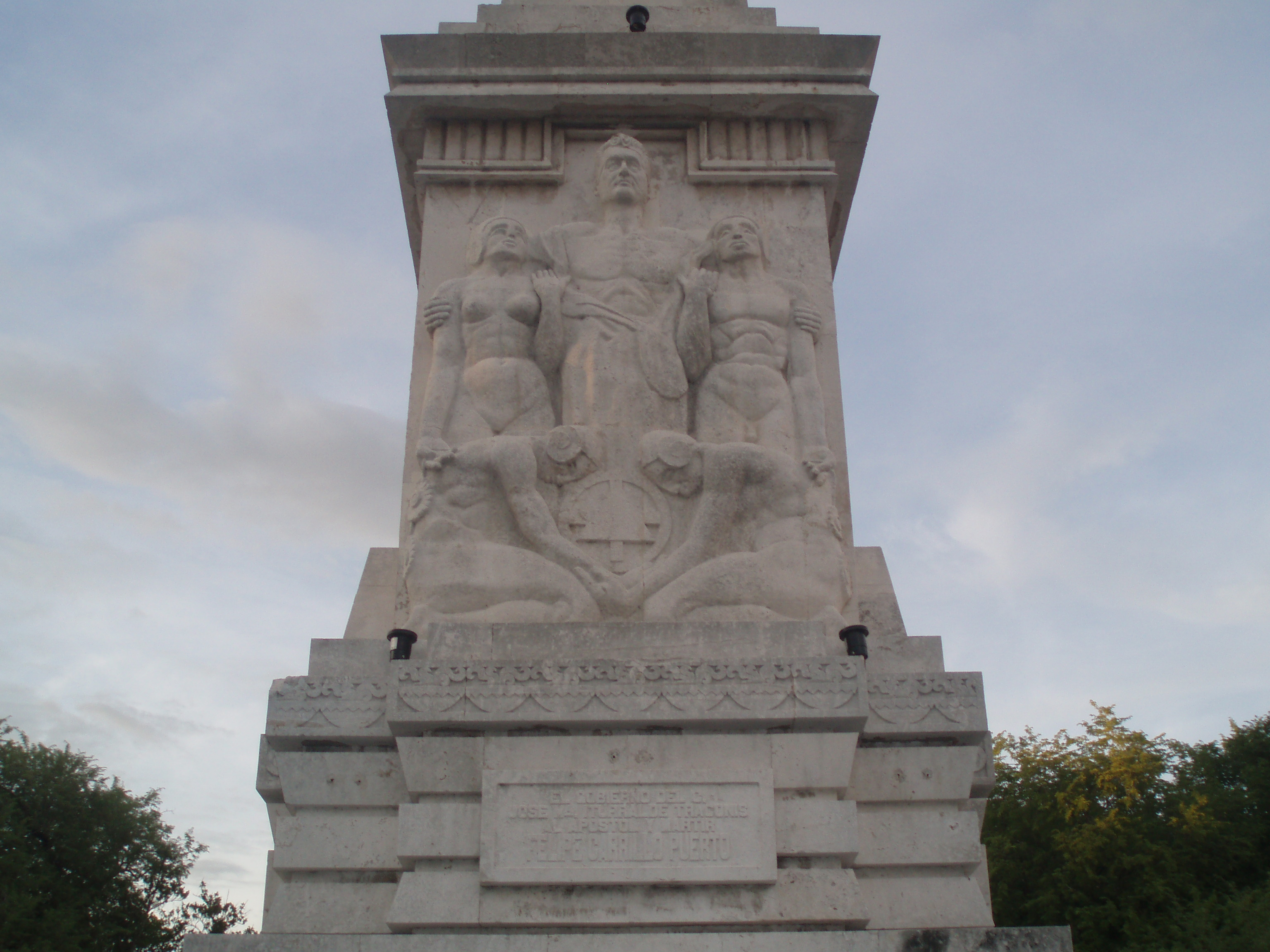
Monumento a Felipe Carrillo Puerto, líder del proletariado yucateco.

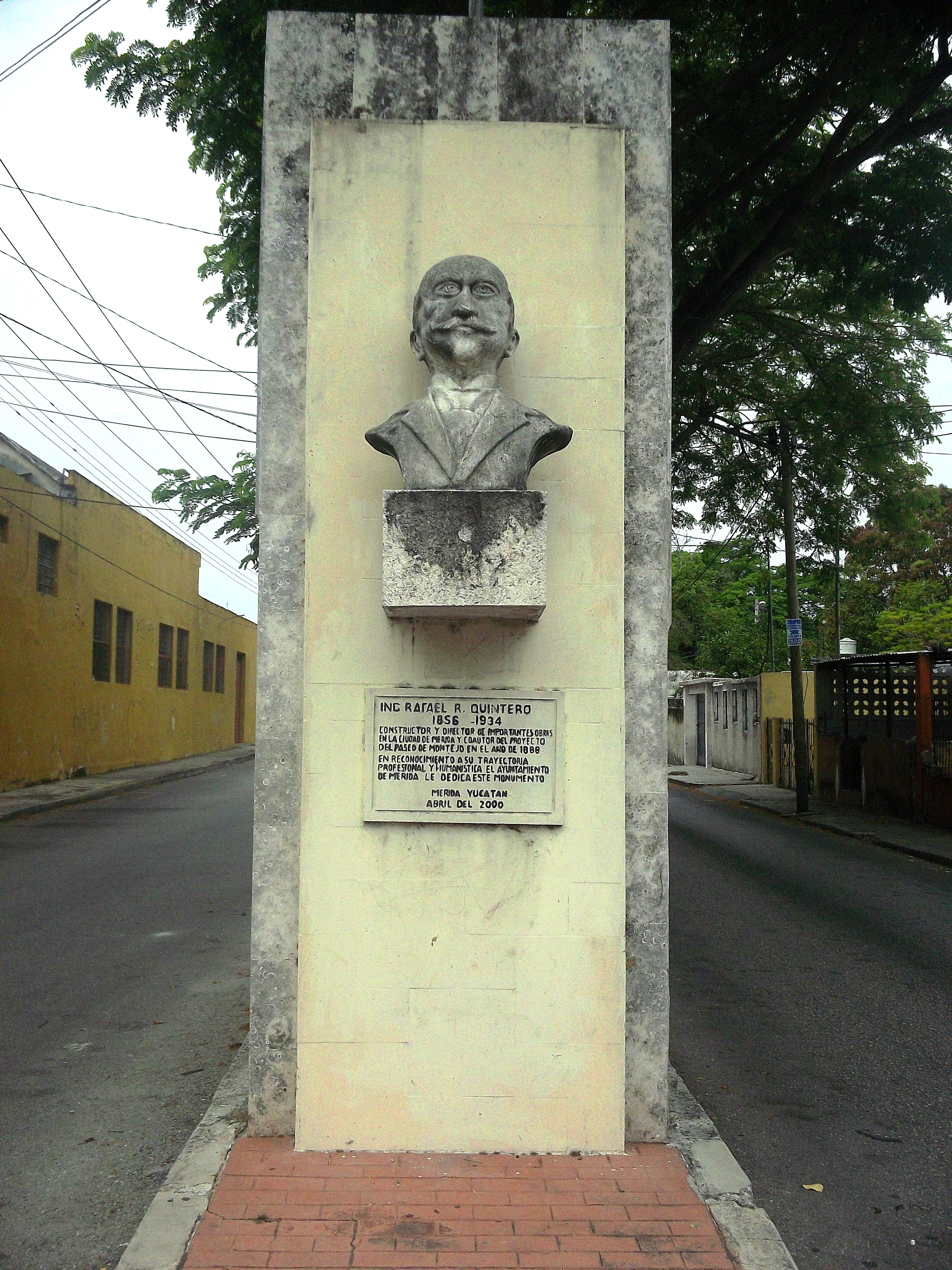
Busto del Ing. Rafael R. Quintero, coautor del proyecto del Paseo de Montejo, en Mèrida, Yucatán

Después de varias reuniones, las autoridades locales eligieron a una calle cercana al parque de Santa Ana como el sitio ideal para la construcción de la avenida. La colocación de la primera piedra de la avenida se llevó a cabo el 5 de febrero de 1888. La construcción de la avenida fue concluida en 1904, durante el primer mandato del gobernador Olegario Molina Solís.
La avenida inicialmente contaba con una extensión de 1,280 metros, y comprendía de la calle 47 a la 33. En el cruce de esta última calle fue colocada en 1906 una estatua de Justo Sierra O'Reilly, la cual marcaba el final de la avenida. En 1916, durante el mandato del general Salvador Alvarado, se intentó prolongar la avenida hacia el sur, con la finalidad de conectarla con la zona comercial más importante de la ciudad. Sin embargo, debido a dificultades técnicas, económicas y urbanísticas, esto no se llevó a cabo. En 1925 fue erigida una estatua en honor a Felipe Carrillo Puerto, líder del proletariado yucateco, fusilado después de haber gobernado el estado.

## Las ampliaciones
El Paseo de Montejo ha tenido tres prolongaciones, realizadas en distintas épocas. La primera ampliación se realizó en el año de 1926, durante el gobierno de Álvaro Torre Díaz, con dirección hacia el norte y una extensión de 440 metros. Más tarde, al final de este tramo se construyó una glorieta en la que actualmente se encuentra el Monumento a la Patria, concluida en 1951, que fue esculpida por el artista colombiano Rómulo Rozo, que a la sazón residía en Mérida. 
En 1938, el gobernador Humberto Canto Echeverría ordenó la construcción de una desviación hacia la Unidad Deportiva Salvador Alvarado. Además modificó el nombre de Paseo de Montejo por el de Paseo de Nachi Cocom. Sin embargo esta denominación fue rechazada por los ciudadanos meridanos y no fue utilizada, debido a la gran popularidad y arraigo del primer nombre. 
La segunda prolongación, siempre con dirección al norte de la ciudad, tiene en una extensión de 1,200 metros. Este tramo se realizó con la finalidad de comunicar la glorieta del Monumento a la Patria con una nueva zona residencial denominada Colonia México y fue concluido en 1950. Esta ampliación a diferencia de los anteriores, carece de banquetas arboladas y tiene una menor amplitud.
La tercera prolongación se llevó a cabo en 1979, durante el mandato como primer edil del ayuntamiento de Gaspar Gómez Chacón, con dirección al norte y una extensión de 2600 metros. Este tramo, al igual que el anterior, no cuenta con el diseño original del Paseo de Montejo. Cabe mencionar que en su paso por la Colonia Emiliano Zapata Norte, la avenida presenta su única desviación, con dirección al noroeste. Al final de este tramo se decidió construir en 1993 un monumento en honor a Gonzalo Guerrero, llamado padre del mestizaje que se dio desde antes de la conquista, entre los primeros españoles llegados a la península de Yucatán y los mayas, habitantes originales de ella.
Posteriormente la prolongación se unió con la Calle 60 Norte (conocida también como la Avenida Tecnológico) y ambos dan paso a la recientemente denominada Avenida Ricardo López Méndez a su paso por la Unidad Cordemex, para después conectar con la autopista que une la ciudad de Mérida con el puerto de Progreso. 
En 2018, la distancia desde el Monumento a los Montejo (Calle 47) hasta la Torre Bancaria (Calle 33) es de más de 6 km, lo que la convierte en una de las vialidades más extensas de Mérida.

## Construcción del Remate
Las intenciones en 1916 de prolongar el Paseo de Montejo hacia el sur dio como resultado que fuera desalojado solo una manzana adyacente a su inicio, la cual permaneció abandonada hasta la década de los noventa cuando se construyó a una plazuela conocida como El Remate, la cual fue inaugurada por el entonces alcalde Luis Correa Mena el 5 de enero de 1995.

## Descripción de la avenida

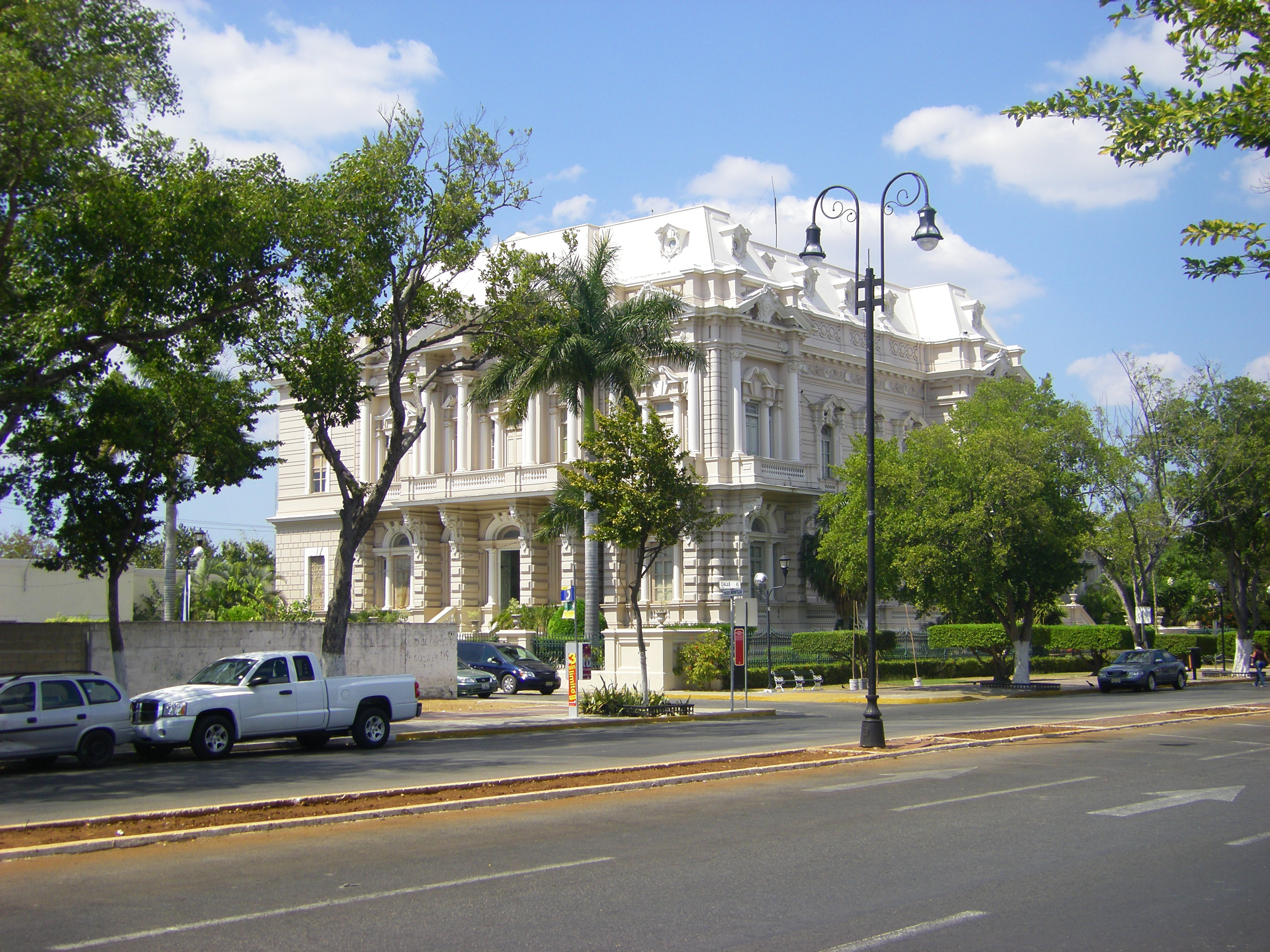
Palacio Cantón, actual Museo de Antropología en el Paseo de Montejo en Mérida

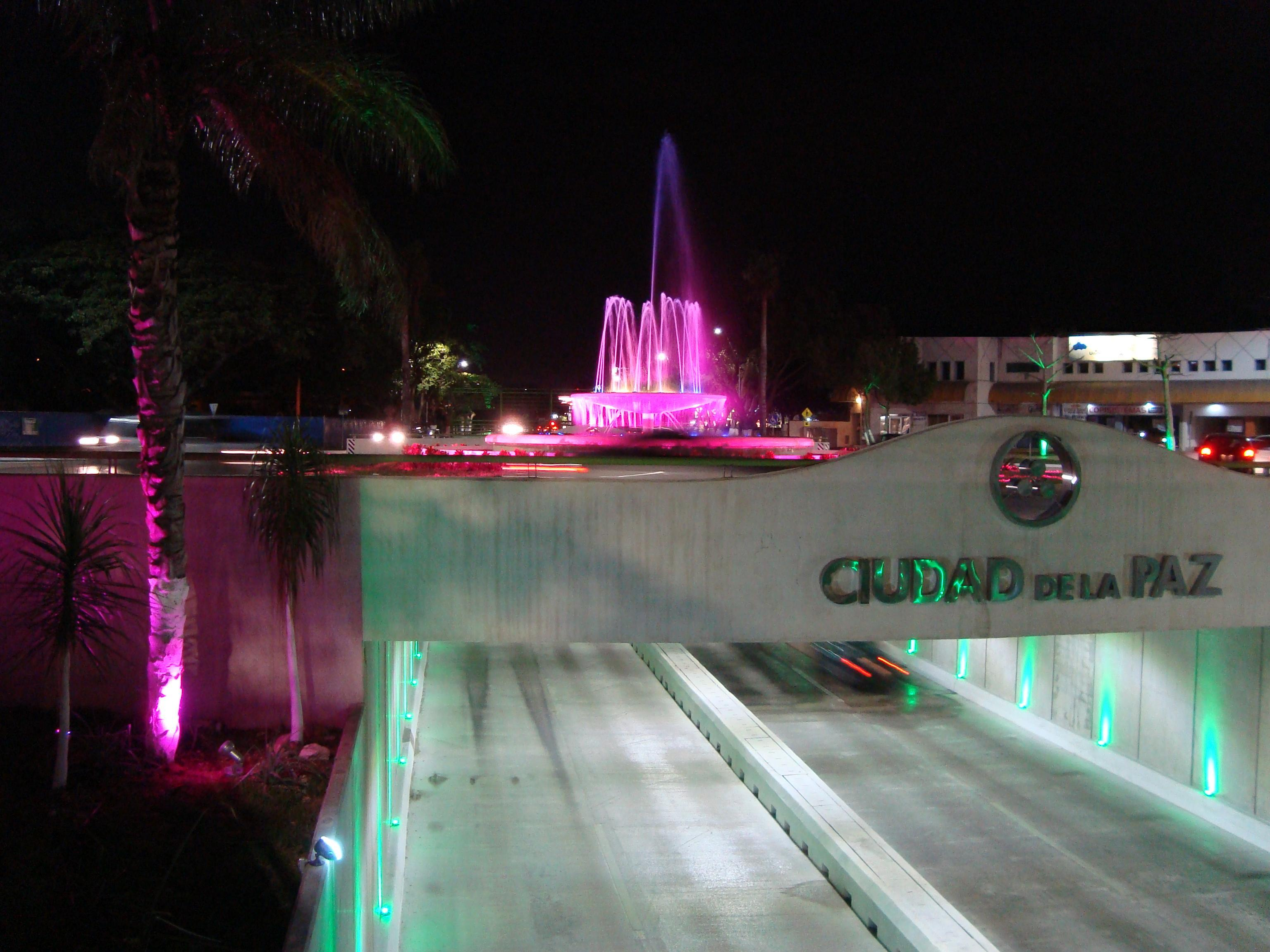
Exglorieta de la Paz, también llamada Glorieta 4 de julio. Debajo de ella, el controvertido paso deprimido en la prolongación del Paseo de Montejo.

El Paseo de Montejo cuenta con diversas construcciones de importancia histórica. El recorrido inicia con El Remate, una plaza ubicada entre las calles 47 y 49, que sirve de entrada al Paseo de Montejo. Cuenta con amplios pasillos y una gran cantidad de árboles a su alrededor, tratándose en su mayoría de laureles.
En el primer tramo, comprendido entre las calles 47 y 33, destacan edificios como el Palacio Cantón, el cual fue residencia oficial de los gobernadores del estado durante algún tiempo y alberga desde 1966, al Museo Regional de Antropología e Historia, administrado por el INAH y el Gobierno del Estado. 
En este tramo también encontramos el Archivo Histórico de Mérida, inaugurado en enero de 2007, y en cuyas instalaciones se resguarda información sobre la historia de la Ciudad de Mérida.
A lo largo de la avenida se encuentran diversas casonas de estilo afrancesado neoclásico. Entre ellas la Casa Vales, la Casa Peón de Regil, las Casas Cámara, la Casa del Minarete y la Quinta Montes Molina. 
A lo largo de las banquetas (escarpas se las denomina en Yucatán) de la avenida se pueden apreciar exhibiciones temporales de obras escultóricas de artistas de diversos países del mundo.
Después de este tramo se ingresa por las colonias México, Buenavista, Campestre y Gonzalo Guerrero. Esta zona se caracteriza por la gran cantidad de restaurantes, cafeterías y pequeños centros comerciales.
El 4 de julio de 2011 se inició la construcción de una controvertida obra vial consistente en un paso a desnivel en el Paseo de Montejo. En esa fecha fue reprimido violentamente un grupo social que manifestaba en contra de la obra. La obra finalmente fue concluida e inaugurada el 10 de octubre de 2011 por la alcaldesa Angélica Araujo y la gobernadora del estado, Ivonne Ortega Pacheco.

### Monumento a los Montejo

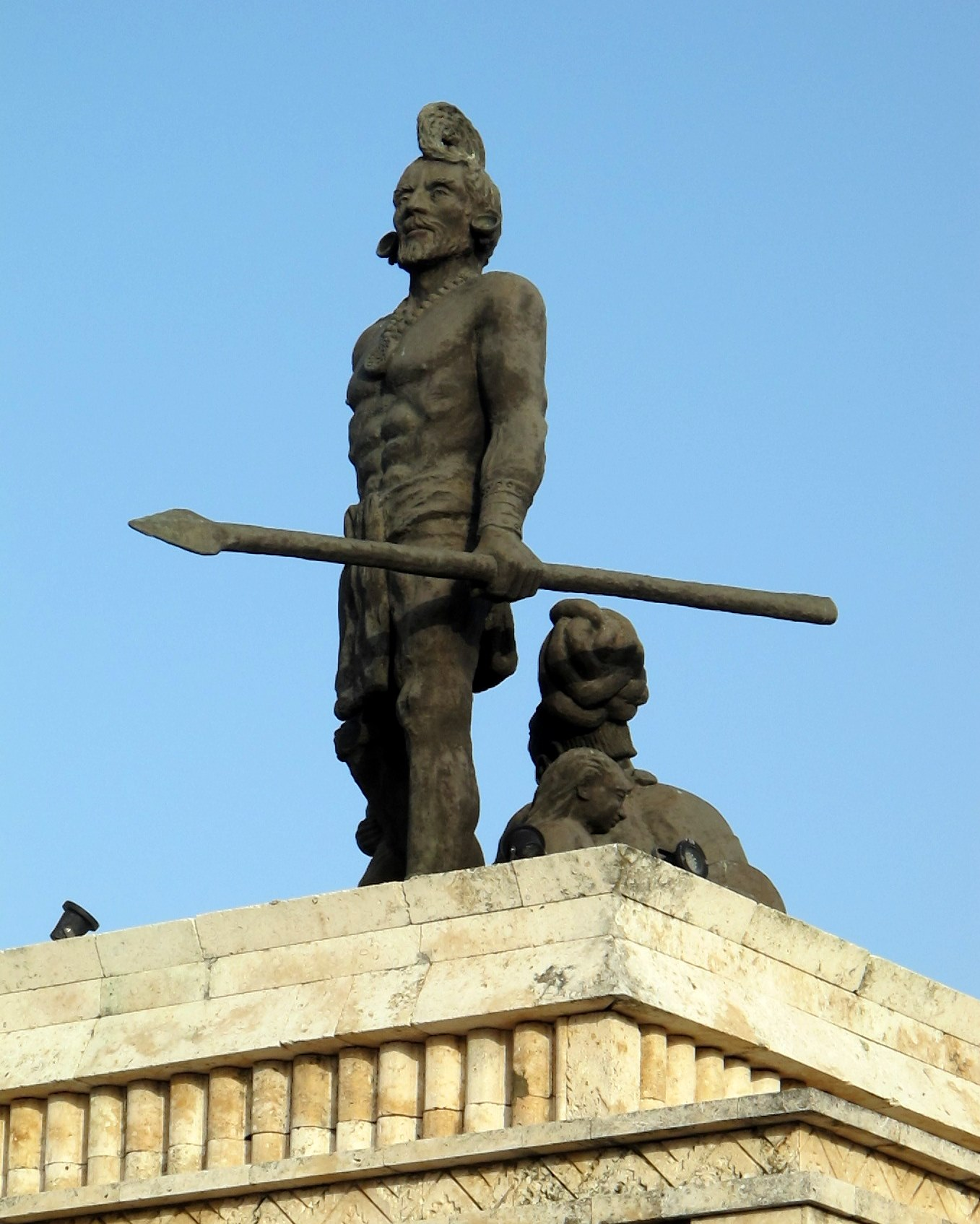
Monumento a Gonzalo Guerrero, "padre del mestizaje" en México, náufrago español del siglo XVI quien renunció a su patria de origen, a su rey y a su religión y se quedó con los mayas entre quienes había fundado familia. Ubicado en un extremo del Paseo de Montejo en contraposición al de los Montejo a quienes combatió durante la guerra de conquista de Yucatán.

El martes 30 de junio de 2010 fue inaugurado por el alcalde César Bojórquez Zapata, en el último día de su gestión administrativa, el monumento a los Francisco de Montejo (El Mozo y El Adelantado), en la glorieta que marca el inicio del paseo, llamado "Remate", ubicada a la altura de la calle 47.